# Clubiona parangunikarta
Clubiona parangunikarta là một loài nhện trong họ Clubionidae.
Loài này thuộc chi Clubiona. Clubiona parangunikarta được Alberto Barrion & James A. Litsinger miêu tả năm 1995.